# Elena Barozzi
Elena Barozzi (1514 – 1580) war eine berühmte venezianische Patrizierin.

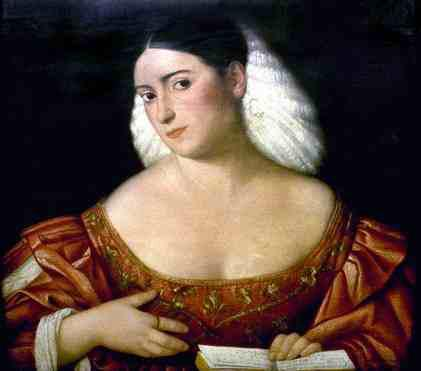
Porträt Elena Barozzi, unbekannter Künstler

## Leben
Elenas Eleganz wird von den Dichtern und Malern ihres Jahrhunderts gepriesen. Pietro Aretino schrieb Giorgio Vasari ein Sonett, um dessen Porträt Elena Barozzis zu feiern, die ebenfalls von Tizian gemalt wurde.
Elenas Charme wird in einem Sonett von Gaspara Stampa gepriesen und wird von Lodovico Domenichi unter den großen Schönheiten Venedigs erwähnt.
Sie hatte eine Affäre mit Lorenzino de’ Medici, aus der eine Tochter namens Lorenzina hervorging. Lorenzina wuchs bei ihrer Familie mütterlicherseits auf heiratete Giulio Colonna.